# Ochoa (apellido)
Ochoa (Otxoa u Otsoa en euskera batua) es un apellido patronímico vasco, cuyo significado en español es "el lobo".

## Etimología
Ochoa, Otxoa u Otsoa, cuyo significado es "el lobo" comenzó su andadura como nombre propio, tal como lo refleja Luis Michelena en su obra Apellidos Vascos. Posteriormente se consolidó como apellido.

## Distribución
Según el INE, a fecha 01/01/2021 en España llevan el apellido de Ochoa: 14.397 como primer apellido, 14.508 como segundo apellido y 134 como ambos apellidos, está muy distribuido, siendo más frecuente en las provincias La Rioja (0,281%), Navarra (0,203%), Álava (0,137%), Vizcaya (0,061%) y Guipúzcoa (0,057%). La variante Otxoa, la llevan 312 como primer apellido y 204 como segundo apellido, mientras que la variante Otsoa, la llevan 46 como primer apellido y 32 como segundo apellido.
Es un apellido que se ha extendido por América y es posible encontrarlo en: México, Colombia, Estados Unidos, Venezuela, Perú, Guatemala, Argentina, Ecuador, Honduras, Nicaragua, Cuba, Bolivia o El Salvador.

## Historia
Este linaje tuvo diversas ramas en las tres provincias de Euskadi y en Navarra, así como en Cantabria, Asturias, La Rioja, ambas Castillas, León y Andalucía, destacándose como de las más ilustres las radicadas en la villa de Vergara, perteneciente al partido judicial de San Sebastián, Guipúzcoa.
Simón Bolívar "El Libertador", no debería tener como primer apellido "Bolívar", sino que debaría apellidarse Ochoa de Bolívar. Simón Bolívar era descendiente del español Martín Ochoa de Rentería, casado con Magdalena de Ibargüen. De este matrimonio nació su antepasado Simón Ochoa "el Vizcaíno", quien marchó al Nuevo Mundo en el siglo XVI. Al establecerse en Venezuela cambió el apellido Ochoa de su padre Martín, por el de Bolívar, en recuerdo del pueblo de Bolívar. Ya en Venezuela firmó siempre como Simón del Bolívar; sus hijos y descendientes siguieron su ejemplo hasta llegar a Simón Bolívar "El Libertador".
En Vizcaya: En esta provincia también hubo varias casas solares de Ochoa. Una radicó en el Valle de Carranza, del partido judicial de Valmaseda; otras en las Encartaciones; otra en la villa de Elorrio, del partido judicial de Durango; otra en el barrio de Uribarri, del Ayuntamiento de Navárniz y partido judicial de Guernica y Luno, y otras dos en la anteiglesia de Luno.
En la villa de Marquina. Desde tiempo inmemorial estaba situada la casa primitiva en el molino y la ferrería al lado en una pradera del monte Oiz en la puebla de Bolívar, que es parte de las antes Iglesia de Cenarruza y una de las 25 Repúblicas que forman el señorío de Vizcaya. La casa se encontraba cerca de la Villa de Marquina y también de Ondarroa. Estos señores establecieron en la casa solariega de Bolívar, la rentería, que quiere decir lugar donde se cobraba el impuesto que sobre los hierros y otros artículos tenían establecido el Señorío y los corregidores, y son casas solariegas las que formaban la agrupación edificada junto al mar, porque siempre se concedió a caballeros muy calificados a cobrar aquellos impuestos sobre los cuales percibían una parte.

## Escudos de armas
La completa historia y heráldica del apellido Ochoa aparece en la Enciclopedia Hispanoamericana de Heráldica, Genealogía y Onomástica de los hermanos Arturo y Alberto García Carraffa, y continuada por Endika de Mogrobejo. 
Julio de Atienza, en su Nobiliario Español, recoge la heráldica e historia del apellido Ochoa. Esta obra es de gran importancia para la heráldica, ya que recoge la historia, pruebas de nobleza e hidalguía de los apellidos y linajes entre los que está el apellido Ochoa. También figura el apellido Ochoa en el Diccionario Heráldico y Nobiliario de los Reinos de España de Fernando González Doria, aunque presenta menos datos del apellido Ochoa que el Nobiliario Español.
Dado su origen patronímico existen diferentes escudos de armas, que incluyen la figura de un lobo normalmente en sable.
|  |
|  |

|  |
|  |